# Aleksandr Kirillov
Pour les articles homonymes, voir Kirillov.
Ne pas confondre avec le mathématicien Alexandre Kirillov.
 (mars 2011).
 (juin 2019).
Aleksandr Ivanovitch Kirillov (en russe : Александр Иванович Кириллов) est un aviateur soviétique, né en 1908. Pilote de chasse, il fut un As de la Guerre d'Espagne et prit part à la Guerre d'Hiver et à la Seconde Guerre mondiale.

## Carrière

### Guerre d'Espagne
Aleksandr Kirillov fut volontaire pour l'Espagne, où il séjourna du 31 mai 1937 au 23 janvier 1938. Il y vola sur I-16, remportant 5 victoires homologuées qui lui valurent à deux reprises d'être décoré de l'ordre du Drapeau rouge. À son retour, il fut promu au grade de capitaine.
En 1939, il fut promu au grade de major. Commandant le 263.IAP, il prit part à la Guerre d'Hiver contre la Finlande.
Pendant la Seconde Guerre mondiale, il commanda en tant que podpolkovnik (lieutenant-colonel) le 761.IAP (régiment de chasse aérienne) et il combattit, successivement au sen du front de Kalinine en 1943 et dans le premier front de la Baltique en 1944. En 1945, il prit part aux combats sur le territoire de la Prusse-Orientale. Il vola sur chasseurs Yak-7 et Yak-9.
Après la guerre, il continua à servir dans l'aviation.

## Palmarès et décorations

### Tableau de chasse
Alexandre Kirillov est crédité de 5 victoires homologuées en 1937, en Espagne.
Aucune information quant à d'éventuels succès aériens de 1941 à 1945.

### Décorations
- Deux fois décoré de l'ordre du Drapeau rouge :

le 3 novembre 1937,
le 2 mars 1938 ;
- Ordre d'Alexandre Nevski.